# Katastrofa lotu Katekavia 9357
Katastrofa lotu Katekavia 9357 - katastrofa lotnicza, która wydarzyła się 3 sierpnia 2010 roku. Antonow An-24 linii Katekavia rozbił się podczas podejścia do lądowania w Igarce. Z 15 osób przebywających na pokładzie 12 zginęło.

## Samolot
Samolot, który się rozbił to 36-letni Antonow An-24, należący do regionalnych linii Katekavia, o numerach rejestracyjnych RA-46524. W chwili katastrofy samolot wylatał 53760 godzin.

## Przebieg wypadku
Samolot wykonywał 3-godzinny lot z Krasnojarska do Igarki. Maszyna wystartowała o 21:41. Podczas podejścia do lądowania na pasie startowym nr 12 warunki atmosferyczne nie sprzyjały - panowała gęsta mgła. Samolot zahaczył o drzewa 700 metrów przed pasem i uderzył w ziemię, wywołując pożar.
Przyczyną katastrofy był błąd pilotów, którzy powinni odejść na drugi krąg, zamiast schodzić poniżej minimalnej bezwzględnej wysokości zniżania (100 metrów).